# セビア郡 (ユタ州)
セビア郡（英: Sevier County、[sɛˈvɪər]）は、アメリカ合衆国ユタ州の中央部に位置する郡である。2010年国勢調査での人口は20,802人であり、2000年の18,842人から10.4％増加した。郡庁所在地はリッチフィールド市（人口7,551人）であり、同郡で人口最大の都市でもある。1865年1月16日に北のサンピート郡から分離して設立され、郡名は近くにあるセビア川に因んで名付けられた。

## 歴史
セビア川を見た最初の非インディアンであるアメリカ人は、カトリックの神父シルベストレ・バレス・デ・エスカランテとフランシスコ・アタナシオ・ドミンゲスだった可能性が強い。この2人は1776年にカリフォルニアに向かう遠征中にこの地域を通過した。2人はオールド・スパニッシュ・トレイル（交易道路）の地図を作り、その後の100年間はこの道が毛皮罠猟師、猟師、政府の役人などに使われた。この道を通じて多くの人々がセビア郡を通っていった。それから100年近く後に現在の郡内にリッチフィールドの町が設立され、開拓が始まった。最初の開拓は1864年6月15日のモルモン開拓者によるものだった。地域に入ってくる人々の大半はスカンディナヴィア諸国から移民してモルモン教に改宗した者達だった。この地域社会が成長したので、1865年初期にセビア郡を公式に創設した。

## 地理
アメリカ合衆国国勢調査局に拠れば、郡域全面積は1,918平方マイル (4,968 km2)であり、このうち陸地は1,910平方マイル (4,948 km2)、水域は8平方マイル (21 km2)で水域率は0.42％である。座標は北緯38度45分 西経111度48分 / 北緯38.75度 西経111.80度。
州間高速道路70号線が郡内を抜けている。リッチフィールドはロサンゼルスとデンバーのほぼ中間にあり、このことでモーテルやレストランなどの遊興産業がいくらか繁栄してきた。
フレモント・インディアン州立公園が州間高速道路70号線に隣接するクリアクリーク・キャニオンに設立された。インディアンの古代フレモント文化の考古学的遺跡があることで注目されている。この遺跡で発見された人工物を展示する博物館がある

### 隣接する郡
- サンピート郡 - 北
- エメリー郡 - 東
- パイユート郡 - 南
- ウェイン郡 - 南東
- ミラード郡 - 西
- ビーバー郡 - 南西

### 国立保護地域
- キャピトル・リーフ国立公園（部分）
- フィッシュレイク国立の森（部分）
- マンタイ・ラ・サル国立の森（部分）

## 人口動態

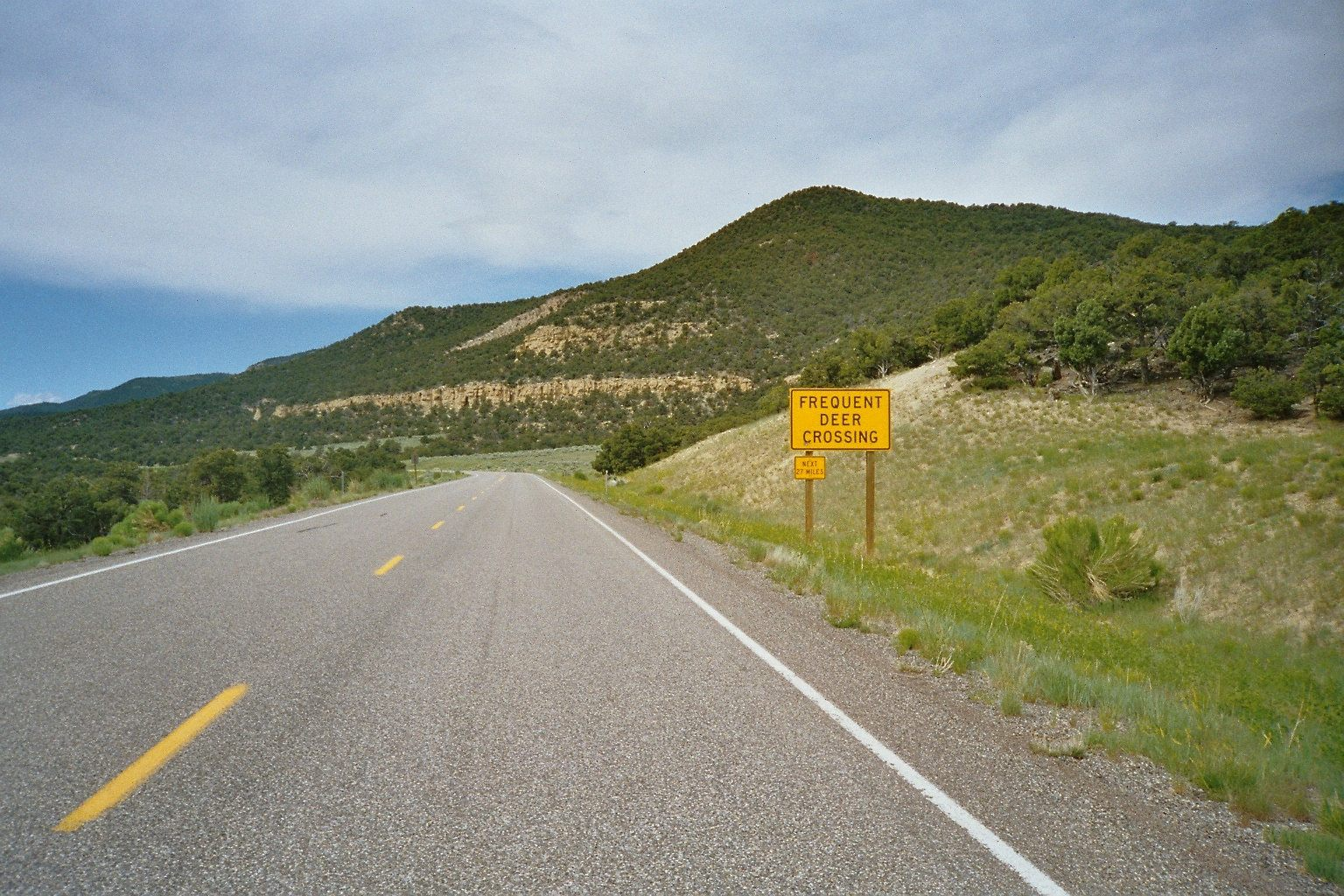
フィッシュレイクの森

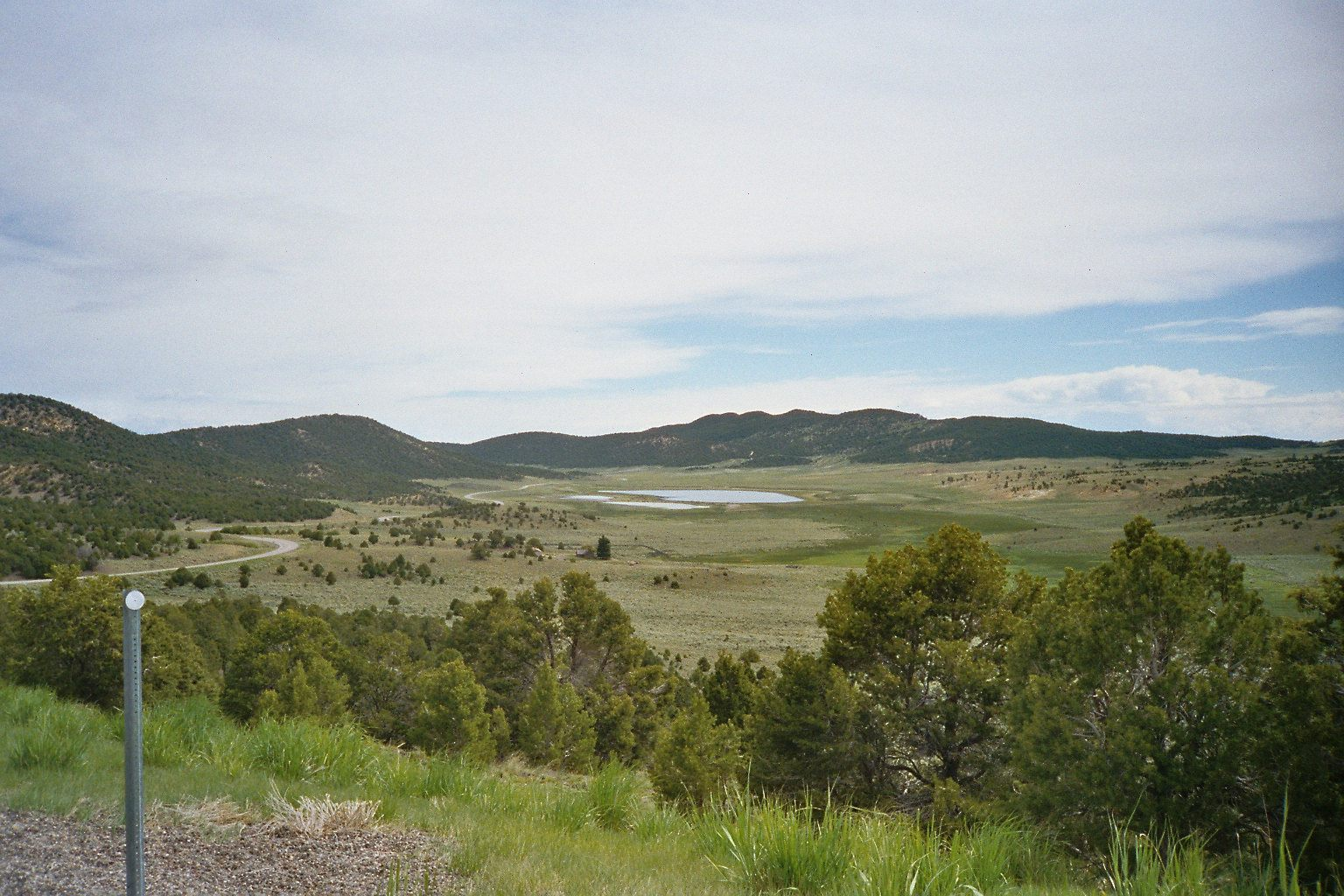

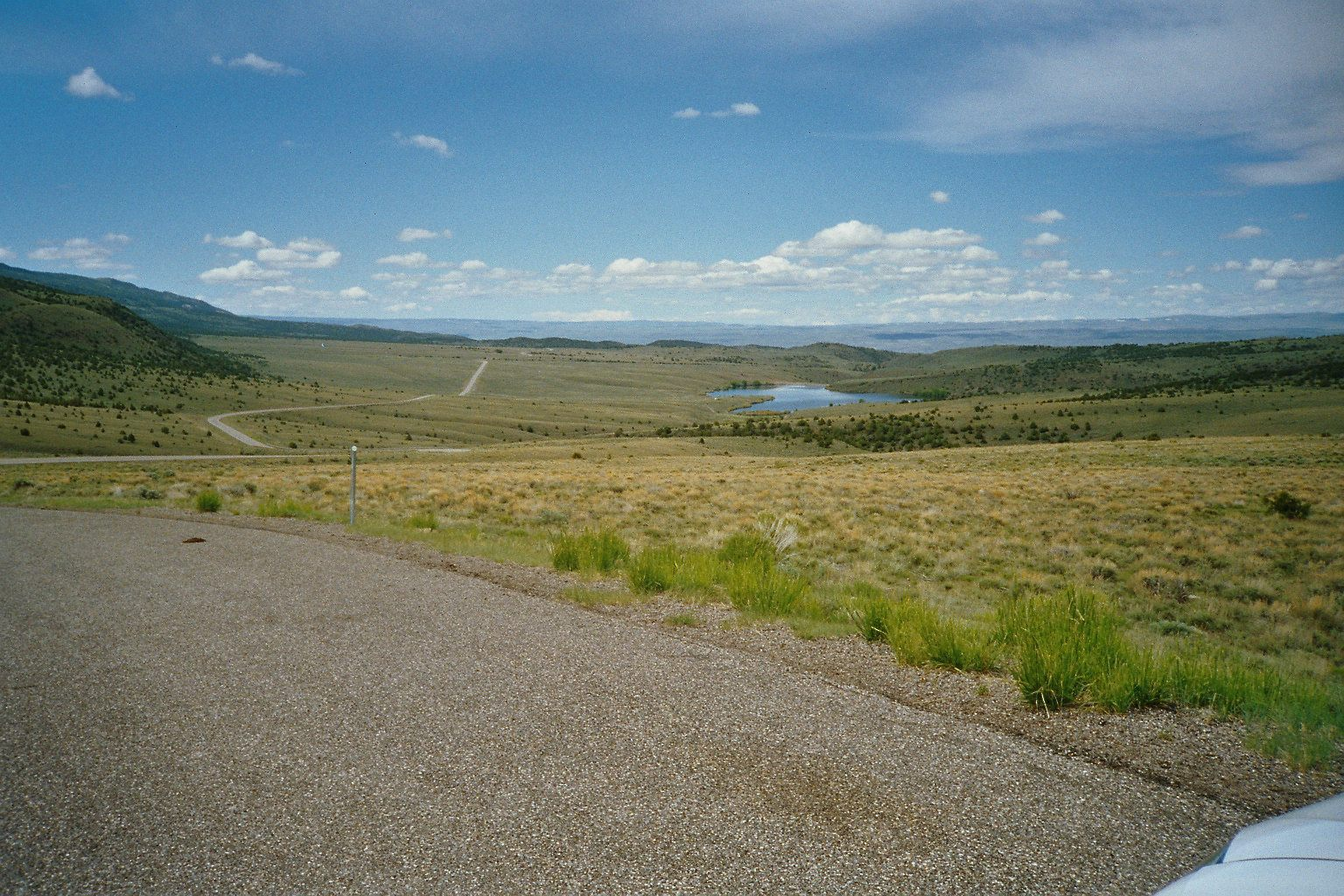

以下は2000年国勢調査による人口統計データである。
| 基礎データ - 人口: 18,842人 - 世帯数: 6,081 世帯 - 家族数: 4,907 家族 - 人口密度: 4人/km2（10人/mi2） - 住居数: 7,016軒 - 住居密度: 1軒/km5（4/mi2） 人種別人口構成 - 白人: 95.61% - アフリカン・アメリカン: 0.27% - ネイティブ・アメリカン: 2.00% - アジア人: 0.26% - 太平洋諸島系: 0.09% - その他の人種: 0.79% - 混血: 0.99% - ヒスパニック・ラテン系: 2.55% 年齢別人口構成 - 18歳未満: 34.5% - 18-24歳: 10.1% - 25-44歳: 22.9% - 45-64歳: 19.7% - 65歳以上: 12.9% - 年齢の中央値: 30歳 - 性比（女性100人あたり男性の人口） - 総人口: 99.2 - 18歳以上: 97.4 | 世帯と家族（対世帯数） - 18歳未満の子供がいる: 43.0% - 結婚・同居している夫婦: 70.1% - 未婚・離婚・死別女性が世帯主: 7.8% - 非家族世帯: 19.3% - 単身世帯: 17.6% - 65歳以上の老人1人暮らし: 9.4% - 平均構成人数 - 世帯: 3.03人 - 家族: 3.44人 収入と家計 - 収入の中央値 - 世帯: 35,822米ドル - 家族: 40,110米ドル - 性別 - 男性: 32,632米ドル - 女性: 19,228米ドル - 人口1人あたり収入: 14,180米ドル - 貧困線以下 - 対人口: 10.8% - 対家族数: 8.3% - 18歳未満: 12.8% - 65歳以上: 8.5% |

## 都市と町

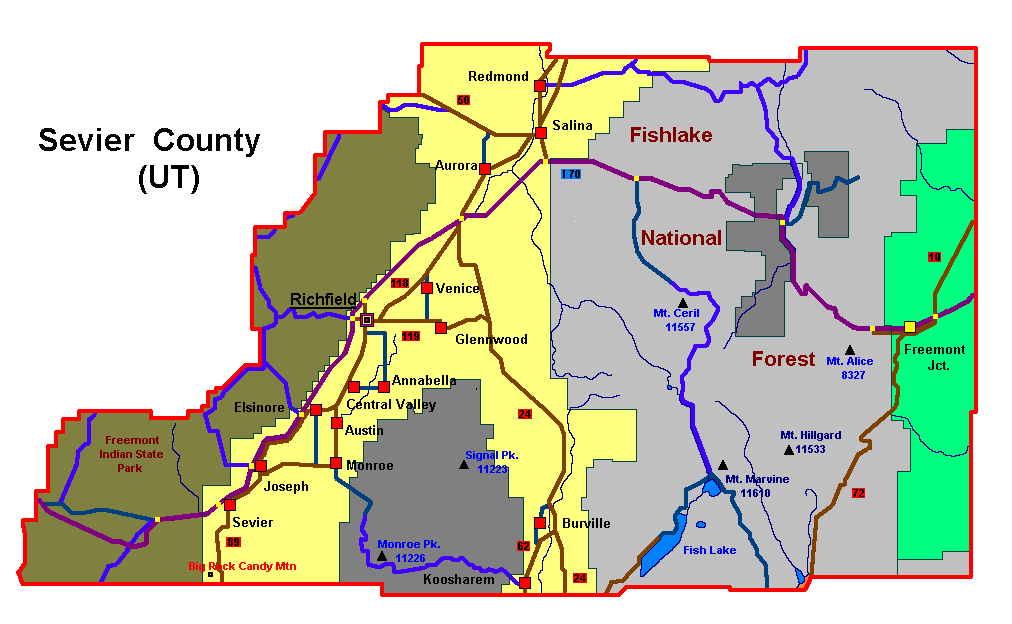
郡の地図

- リッチフィールド - 郡庁所在地
- アナベラ
- オーロラ
- セントラルバレー
- エルシノア
- グレンウッド
- ジョセフ
- クーシャレム
- モンロー
- レッドモンド
- サリナ
- セビア
- シガード

## その他
ベンジャミン・イーデルマンに拠れば、記事『赤線の州：誰がオンラインの成人向け娯楽を買うか？」でその所見を報告しており、ジャーナル・オブ・エコノミック・パースペクティブの最新版で、セビア郡は合衆国の中でもオンラインのポルノグラフィーを利用する確率が最も高いと報告した。